# Biblioteca del Parque Posadas
La Biblioteca Social Parque Posadas es la biblioteca del Parque Posadas, un complejo edilicio de la ciudad de Montevideo, Uruguay. Con más de 35.000 volúmenes, se estima que se trata de la biblioteca privada más grande de Uruguay.

## Historia
La Biblioteca Social Parque Posadas, fue fundada el 25 de agosto de 1975, simultáneamente con el Centro Deportivo, cuando comenzaron a entregarse los primeros apartamentos en el complejo.
Los primeros pobladores, agrupados en la Asociación de Promitentes Compradores, se basaron en el pensamiento de José Artigas: Sean los orientales tan ilustrados como valientes.
Comenzó sus actividades en el subsuelo de la torre 5, del bloque 2. El lugar era bastante pequeño e incómodo y allí se procedía al préstamo e libros, obtenidos casa por casa, (en bolsas, en carritos y en carretillas). Esta situación se mantuvo en funcionamiento durante 17 meses, momento en el cual, el gobierno de la época (dictadura militar desde 1972 hasta 1985) procedió a la clausura de la misma por más de 8 años. Inundaciones, insectos, humedad, etc., fueron destruyendo la mayoría de los casi 4.000 libros con que contaba la Biblioteca. Cuando comenzaron a cambiar los tiempos, la Comisión de Asuntos Internos, de la nueva Asamblea General y de Gobierno, presidida por el Sr. Henry Bentancur, trasladó los libros recuperables a la planta alta de la Casona del Parque Posadas.[cita requerida]
Posteriormente con una bibliotecóloga vecina del bloque 1, y en forma honoraria, se fueron reuniendo e instalando los libros en las modestas estanterías de ese entonces. En febrero de 1984 se inició en la Casona el préstamo de libros infantiles y al conmemorarse el Día del Libro, (26 de mayo de 1984) se comenzó el préstamo de libros para adultos. De allí en adelante, se fueron ubicando los libros en los estantes. Allí funcionó por espacio de 5 años, y posteriormente se trasladó a un espacio más grande, en un local donde actualmente está la Administración del Parque Posadas, frente a la escuela, y contando ya con un sistema informativizado.[cita requerida]
El local empezó a tener filtraciones de agua y parte del techo era de chapa. Cuando llovía, las canaletas se tapaban e inundaban todos los libros. Así permaneció con los libros y estanterías tapadas con nailon hasta el año 2000. Una noche del año 2000 el local se inundó completamente y mediante un pedido desesperado, la actual presidenta, envió una carta manuscrita al Presidente de la República, Dr. Jorge Batlle, (a dos meses de su asunción) a la residencia de la Avda. Suárez, solicitándole ayuda. A las 48 horas, se recibió la respuesta telefónica del Dr. Batlle, dónde ofreció a los vecinos, en comodato, el local vacío del antiguo bar que funcionaba dentro del complejo y que estaba abandonado.[cita requerida]
El local actualmente es propiedad del Banco Hipotecario del Uruguay, pero fue cedido al Parque Posadas, para que cumpla con su cometido de Biblioteca y temas relacionados. El local, de 283 metros cuadrados, estaba en un estado lamentable y hubo que hacer muchos arreglos, que se financiaron con el aporte de socios, amigos, colaboradores, rifas, etc.
En la actualidad, cuentan con más de 35.000 ejemplares, y se estima que son la Biblioteca Privada más grande del Uruguay. La misma está dirigida por una Comisión Directiva y una Comisión Fiscal, elegida por voto popular entre sus asociados, cada dos años y también poseen personería jurídica. En la actualidad cuentan con tres computadoras en red, libros con código de barras, y aproximadamente unas 500 familias como socios (ya que la cuota mensual es por familia, y no por persona, se calcula entonces que poseen unos 2000 lectores asiduos).[cita requerida]
Todos los cargos y el personal que trabaja es honorario y las cuotas que reciben, son para el mantenimiento del local, gastos comunes, luz eléctrica, impuestos, compra de libros y textos, y también reciben una cuota parte de los vecinos que pagan los gastos comunes de todos los apartamentos del Parque Posadas, ( ¼ del fondo de comisiones) que les ayuda a cubrir en parte, los gastos que efectúan.